# En officer och spion
För andra betydelser, se J'accuse (olika betydelser).
En officer och spion (franska: J'accuse) är en fransk-italiensk historisk dramafilm från 2019. Filmen är regisserad av Roman Polański, som även skrivit manus tillsammans med Robert Harris. Den kretsar kring Dreyfusaffären och är baserat på Harris roman från 2013 med samma namn. 
Filmen hade premiär i Sverige den 28 februari 2020, utgiven av Studio S Entertainment.

## Handling
Filmen behandlar Dreyfusaffären som skakade Frankrike i slutet av 1800-talet, då den judiske kaptenen Alfred Dreyfus mot sitt nekande dömdes för spioneri och landsförräderi. Dreyfus förvisas till Djävulsön där han ska avtjäna sitt livstidsstraff. Georges Picquart, en officerskollega till Dreyfus, börjar gräva i fallet och upptäcker att förfalskade bevis använts för att fälla Dreyfus.

## Rollista (i urval)
| - Jean Dujardin – Georges Picquart - Louis Garrel – Alfred Dreyfus - Emmanuelle Seigner – Pauline Monnier - Mathieu Amalric – Alphonse Bertillon - Melvil Poupaud – Fernand Labori - Eric Ruf – Jean Sandherr - Laurent Stocker – Georges-Gabriel de Pellieux | - Michel Vuillermoz – Armand du Paty de Clam - Denis Podalydès – Edgar Demange - Wladimir Yordanoff – Auguste Mercier - Didier Sandre – Raoul Le Mouton de Boisdeffre - Grégory Gadebois – Hubert-Joseph Henry - Vincent Grass – Jean-Baptiste Billot - Hervé Pierre – Charles-Arthur Gonse |

## Utmärkelser och priser
En officer och spion var nominerad till tolv priser på den 45:e upplagan av franska César, Frankrikes motsvarighet till Oscarsgalan. Filmen vann pris i tre kategorier: bästa regi, bästa kostym och bästa manus efter förlaga.